# Liste von Zeichnern erotischer Comics
Die folgende Liste enthält Zeichner und Szenaristen erotischer Comics, Cartoons und Illustrationen. Die Liste ist alphabetisch nach dem Nachnamen geordnet, sofern dieser bekannt ist. Wenn nur ein Pseudonym bekannt ist oder der Zeichner unter dem Pseudonym wesentlich bekannter ist als unter seinem eigentlichen Namen, so ist er nach Pseudonym eingeordnet.

## Liste
| Name                        | Pseudonym              | geb. | gest. | Land           | Arbeitsbereiche           | Bemerkungen / bekannte Titel bzw. Figuren |
| --------------------------- | ---------------------- | ---- | ----- | -------------- | ------------------------- | ----------------------------------------- |
| Horacio Altuna              |                        | 1941 |       | Argentinien    | Zeichner                  |                                           |
| Sandro Angiolini            |                        | 1920 | 1985  | Italien        | Zeichner                  | Isabella                                  |
| Angelo Di Marco             | Arcor                  | 1927 | 2016  | Frankreich     | Zeichner                  | Docteur Sex                               |
| Alain Mounier               | Ardem                  | 1958 |       | Frankreich     | Zeichner                  |                                           |
| Ramon Armas                 |                        | 1962 |       | Spanien        | Zeichner u. Szenarist     |                                           |
| Alfonso Azpiri              |                        | 1947 | 2017  | Spanien        | Zeichner                  |                                           |
| Roberto Baldazzini          |                        | 1958 |       | Italien        | Zeichner                  | Casa Howard                               |
| Renzo Barbieri              |                        | 1936 |       | Italien        | Szenarist                 |                                           |
| Ricardo Barreiro            |                        | 1949 | 1999  | Argentinien    | Szenarist                 |                                           |
|                             | Belore                 | 1960 |       | Spanien        | Zeichner                  | Lolita                                    |
| Angelo Todaro               | Paul Bennett           | 1945 |       | Italien        | Zeichner                  |                                           |
| Jordi Bernet                |                        | 1944 |       | Spanien        | Zeichner                  | Betty (Clara de Noche)                    |
| Philippe Bertrande          |                        | 1949 |       | Frankreich     | Zeichner u. Szenarist     | Linda                                     |
|                             | Igor, Olaf Boccère     |      |       | Frankreich     | Zeichner u. Szenarist     | Chambre 121                               |
| Floriano Bozzi              |                        | 1926 | 1995  | Italien        | Zeichner                  | Auranella                                 |
| Roger Brunel                |                        | 1944 |       | Frankreich     | Zeichner u. Szenarist     | Circus                                    |
|                             | Brunone                |      |       | Italien        | Zeichner                  |                                           |
| John M. Burns               |                        | 1938 |       | Großbritannien | Zeichner                  | The Seekers                               |
| Raoul Buzzelli              |                        | 1932 | 1982  | Italien        | Zeichner                  | Sam Bot                                   |
| Silvio Cadelo               |                        | 1948 |       | Italien        | Zeichner u. Szenarist     |                                           |
| Fernando Caretta            |                        | 1968 |       | Italien        | Zeichner u. Szenarist     | Terry & Louise                            |
| Giovanna Casotto            |                        | 1962 |       | Italien        | Zeichnerin                |                                           |
| Philippe Cavell             |                        | 1948 |       | Frankreich     | Zeichner u. Szenarist     | Juliette                                  |
| Xavier Musquera             | Chris                  | 1942 | 2009  | Spanien        | Zeichner                  |                                           |
| Jean-Claude Claeys          |                        | 1951 |       | Frankreich     | Zeichner                  |                                           |
| Richard Corben              |                        | 1940 | 2020  | USA            | Zeichner                  | Den                                       |
| Guido Crepax                |                        | 1933 | 2003  | Italien        | Zeichner                  | Valentina                                 |
| Robert Crumb                |                        | 1943 |       | USA            | Zeichner                  |                                           |
| Mario Cubbino               |                        | 1930 |       | Italien        | Zeichner                  |                                           |
| Paul Cuvelier               |                        | 1923 | 1978  | Belgien        | Zeichner u. Szenarist     | Epoxy                                     |
| Daniel Henrotin             | Dany                   | 1943 |       | Belgien        | Zeichner                  | Ça Vous Intéresse?                        |
| Jean Pailler                | Alan Davis             |      |       | Frankreich     | Zeichner                  | Iris                                      |
| Alain Bouteville            | Jaap De Boer           | 1959 |       | Frankreich     | Zeichner                  |                                           |
| Josep De Haro               |                        | 1959 |       | Spanien        | Zeichner                  |                                           |
| Alberto Del Mestre          |                        |      |       | Italien        | Zeichner                  | La Schiava                                |
| Bruno Di Sano               |                        | 1951 |       | Belgien        | Zeichner                  | Innocence                                 |
| Bernard Ducourant           | B. Duc                 | 1932 | 1995  | Frankreich     | Zeichner                  |                                           |
| Pierre Dupuis               |                        | 1929 | 2004  | Frankreich     | Zeichner u. Szenarist     | Pantzie                                   |
| Jésus Duran                 |                        |      |       | Spanien        | Zeichner                  |                                           |
| Xavier Duvet                |                        | 1965 |       | Frankreich     | Zeichner u. Szenarist     | Anna                                      |
| William Elder               | Will Elder             | 1922 | 2008  | USA            | Zeichner                  | Little Annie Fanny                        |
| Gene Bilbrew                | Eneg                   | 1923 | 1974  | USA            | Zeichner                  | Madame La Bondage                         |
| Stelio Fenzo                |                        | 1932 |       | Italien        | Zeichner                  | Jungla                                    |
|                             | Ferocius               |      |       | Chile          | Zeichner                  |                                           |
| Arthur Ferrier              |                        | 1891 | 1973  | Großbritannien | Zeichner u. Szenarist     |                                           |
| José Rafael Fonteriz        |                        | 1961 |       | Spanien        | Zeichner                  | X Women                                   |
| Jean-Claude Forest          |                        | 1930 | 1998  | Frankreich     | Zeichner u. Szenarist     | Barbarella                                |
| Croizier                    | Loïc Foxer             | 1948 |       | Frankreich     | Zeichner                  | Stella                                    |
| Alain Frétet                |                        | 1958 |       | Frankreich     | Zeichner                  |                                           |
| Leone Frollo                |                        | 1931 | 2018  | Italien        | Zeichner                  |                                           |
| André Amouriq               | Gast                   | 1945 |       | Frankreich     | Zeichner                  |                                           |
| Vittorio Giardino           |                        | 1946 |       | Italien        | Zeichner u. Szenarist     | Little Ego                                |
| Jean-Pierre Gibrat          |                        | 1954 |       | Frankreich     | Zeichner u. Szenarist     |                                           |
| René Giffey                 |                        | 1884 | 1965  | Frankreich     | Zeichner                  |                                           |
| Paul Gillon                 |                        | 1926 | 2011  | Frankreich     | Zeichner                  | La Survivante                             |
| Alberto Giolitti            |                        | 1932 | 1993  | Italien        | Zeichner                  | Jacula                                    |
| Suat Yalaz                  | Gi Toro                | 1932 | 2020  | Türkei         | Zeichner                  | Pat Magnum, Emma                          |
| Toni Greis                  |                        | 1973 |       | Deutschland    | Zeichner                  | Alraune                                   |
| James Hodges                |                        | 1928 |       | Frankreich     | Zeichner                  |                                           |
| Jim Holdaway                |                        | 1927 | 1970  | Großbritannien | Zeichner                  | Romeo Brown                               |
| Jacques Géron               | Jack Henry Hopper      | 1950 | 1993  | Belgien        | Zeichner                  | Madame                                    |
| Guillaume Berthelot         | Hugdebert              | 1964 |       | Frankreich     | Zeichner                  |                                           |
| Jacques Lemonier            | Jacobsen               | 1958 |       | Frankreich     | Zeichner                  | Céline                                    |
| Lopez Gimenez Juan Emilio   |                        | 1960 |       | Spanien        | Zeichner u. Szenarist     | La Poudre aux Rêves                       |
| Ralf König                  |                        | 1960 |       | Deutschland    | Zeichner                  | Der bewegte Mann, Kondom des Grauens      |
| Gérard Leclaire             |                        | 1942 |       | Frankreich     | Zeichner                  | La Famille Freudipe                       |
| Dino Leonetti               |                        | 1937 | 2006  | Italien        | Zeichner                  | Maghella                                  |
| Étienne Le Rallic           |                        | 1891 | 1968  | Frankreich     | Zeichner                  |                                           |
| Jean Sidobre                | G. Lévis               | 1924 | 1988  | Frankreich     | Zeichner                  | Liz et Beth                               |
| Luc Nisset-Raidon           | Lucques                | 1949 |       | Frankreich     | Zeichner u. Szenarist     |                                           |
| Enzo Magni                  |                        | 1914 | 1981  | Italien        | Zeichner u. Szenarist     | Pantera Bionda                            |
| Roberto Raviola             | Magnus                 | 1939 | 1996  | Italien        | Zeichner u. Szenarist     | Nécron, Le 110 pillole                    |
| Milo Manara                 |                        | 1945 |       | Italien        | Zeichner u. Szenarist     | Click, Butterscotch                       |
| Robert Hugues               | Mancini                | 1931 |       | Frankreich     | Zeichner u. Szenarist     | Cléo                                      |
| Edmundo Marculeta           |                        | 1923 | 1989  | Spanien        | Zeichner u. Szenarist     | Euro Stantoons                            |
| Miguel Angel Martin         |                        | 1960 |       | Spanien        | Zeichner u. Szenarist     |                                           |
| Alfred Mazure               |                        | 1914 | 1974  | Niederlande    | Zeichner                  | Franka                                    |
| Lynn Paula Russell          | Paula Meadows          | 1949 |       | Großbritannien | Zeichnerin u. Szenaristin | Sabina                                    |
| Giovanni Montanari          |                        | 1936 |       | Italien        | Zeichner                  | Goldrake                                  |
| Wesley Morse                |                        | 1897 | 1963  | USA            | Zeichner                  | Tijuana Bibles                            |
| Marco Nizzoli               |                        | 1968 |       | Italien        | Zeichner u. Szenarist     |                                           |
| Ignacio Noé                 |                        | 1965 |       | Argentinien    | Zeichner                  |                                           |
| Frédéric Garcia             | Olson                  |      |       | Frankreich     | Zeichner                  |                                           |
| Antoni Payà                 |                        | 1967 |       | Spanien        | Zeichner                  | Nina                                      |
| Guy Peellaert               |                        | 1934 | 2008  | Belgien        | Zeichner                  | Jodelle, Pravda                           |
| Norman Pett                 |                        | 1891 | 1960  | Großbritannien | Zeichner                  | Jane                                      |
| Georges Pichard             |                        | 1920 | 2003  | Frankreich     | Zeichner u. Szenarist     | Blanche Épiphanie, Paulette               |
| Bertrand Dehug              | Joe G. Pinelli         | 1960 |       | Belgien        | Zeichner                  |                                           |
| Bernard Kamenoff            | Peter Riverstone u. a. | 1947 |       | Frankreich     | Zeichner u. Szenarist     | Thamara & Juda, Gomorrhe                  |
| Enrique Badia Romero        |                        | 1930 | 2024  | Spanien        | Zeichner u. Szenarist     | Axa                                       |
| Rossano Rossi               |                        | 1964 |       | Italien        | Zeichner                  | Ramba                                     |
| Massimo Rotundo             |                        | 1955 |       | Italien        | Zeichner                  | Ex-Libris Eroticis                        |
| Franco Saudelli             |                        | 1952 |       | Italien        | Zeichner u. Szenarist     | La Bionda                                 |
| Chris Scheuer               |                        | 1952 |       | Österreich     | Zeichner                  | Marie-Jade                                |
| Matthias Schultheiss        |                        | 1946 |       | Deutschland    | Zeichner                  | Talk Dirty                                |
| Paolo Eleuteri Serpieri     |                        | 1944 |       | Italien        | Zeichner                  | Druuna                                    |
| Francisco Solano López      |                        | 1928 |       | Argentinien    | Zeichner                  |                                           |
| Frank Springer              |                        | 1929 | 2009  | USA            | Zeichner                  | Die Abenteuer der Phoebe Zeit-Geist       |
| Eric Stanton                |                        | 1926 | 1999  | USA            | Zeichner u. Szenarist     |                                           |
| Luca Tarlazzi               |                        | 1962 |       | Italien        | Zeichner                  | Selen                                     |
| Kevin Taylor                |                        | 1963 |       | USA            | Zeichner                  | Girl                                      |
| José Antonio Calvo Téllez   | Mónica & Beatriz       |      |       | Spanien        | Zeichner                  | Les Petites Vicieuses                     |
| Francois Thomas             |                        | 1981 |       | Frankreich     | Zeichner                  | Stan Caïman                               |
| Frank Thorne                |                        | 1930 | 2020  | USA            | Zeichner                  | Ghita d'Alizarr                           |
| Luis Tobalina               |                        |      |       | Spanien        | Zeichner                  |                                           |
|                             | Topaz                  |      |       | Frankreich     | Zeichner u. Szenarist     |                                           |
| Alex Varenne                |                        | 1939 |       | Frankreich     | Zeichner u. Szenarist     | Erma Jaguar                               |
| Robin Ray                   | Erich von Götha        | 1924 |       | Großbritannien | Zeichner                  | Die Leiden der jungen Janice              |
| Reed Waller                 |                        | 1949 |       | USA            | Zeichner                  | Omaha                                     |
| John Alexander Scott Coutts | John Willie            | 1902 | 1962  | Großbritannien | Zeichner                  | Sweet Gwendoline                          |
| Bill Willingham             |                        | 1956 |       | USA            | Zeichner                  | Ironwood                                  |
| Georges Wolinski            |                        | 1934 | 2015  | Frankreich     | Zeichner u. Szenarist     |                                           |
| Wally Wood                  |                        | 1927 | 1981  | USA            | Zeichner u. Szenarist     | Sally Forth                               |